# Thirsk
Thirsk è un paese di 4 998 abitanti della contea del North Yorkshire, in Inghilterra.
In questo paese, chiamato Darrowby nella finzione, sono ambientati tutti i romanzi autobiografici dello scrittore James Herriot.

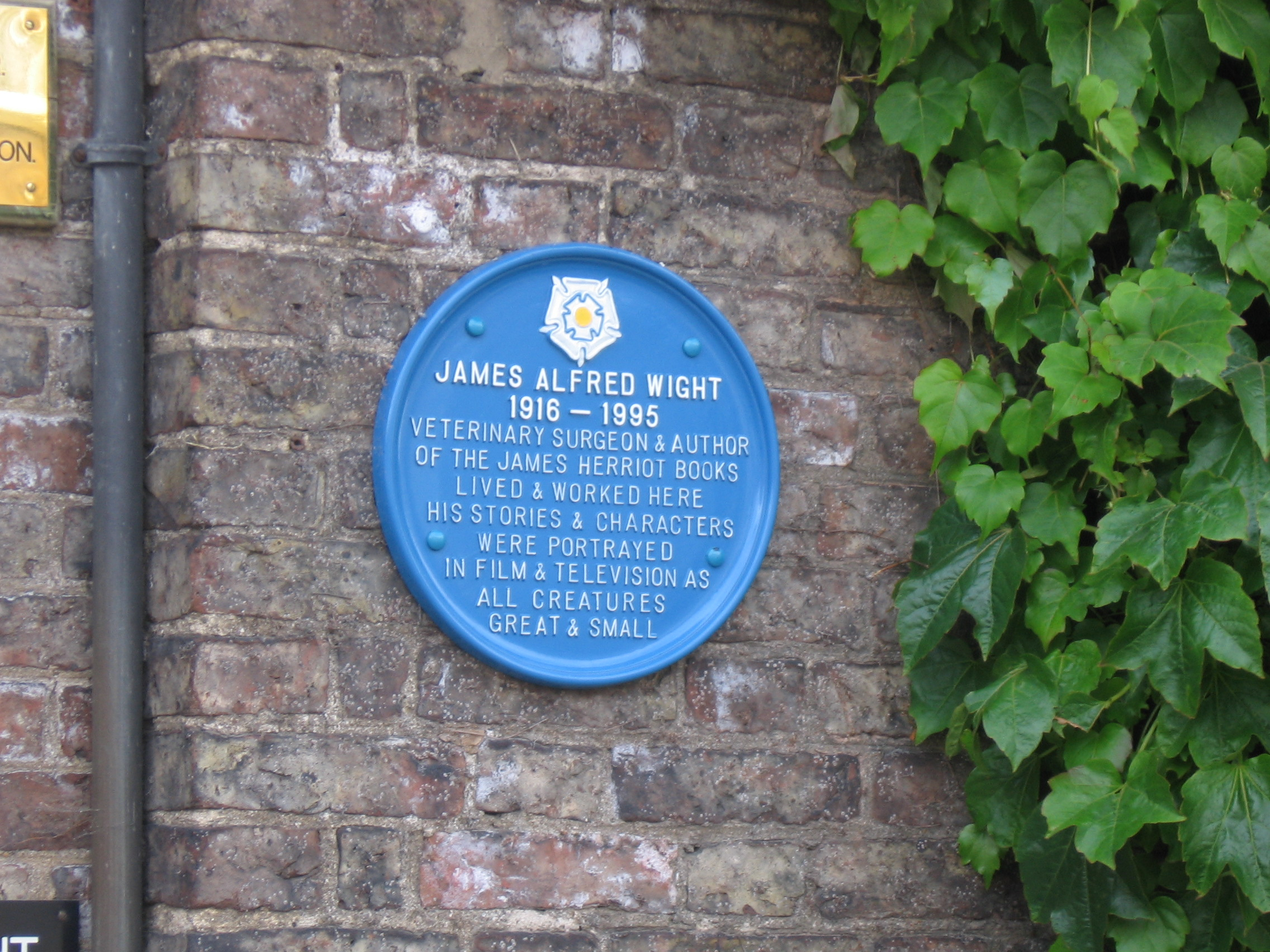
Targa commemorativa di James Wight alias James Herriot